# Siphona setigera
Siphona setigera är en tvåvingeart som beskrevs av Takuji Tachi och Hiroshi Shima 2005. Siphona setigera ingår i släktet Siphona och familjen parasitflugor. Inga underarter finns listade i Catalogue of Life.